# Leucozona velutina
Leucozona velutina är en tvåvingeart som först beskrevs av Samuel Wendell Williston  1882.  Leucozona velutina ingår i släktet lyktblomflugor, och familjen blomflugor. Inga underarter finns listade i Catalogue of Life.